# Francis Lederer
Francis Lederer (ur. 6 listopada 1899, zm. 25 maja 2000) – amerykański aktor filmowy i telewizyjny.

## Filmografia
seriale
- 1948: The Philco Television Playhouse
- 1951: Schlitz Playhouse of Stars
- 1961: Ben Casey jako Dr. Alfred Littauer
- 1969: Night Gallery jako Dracula

film
- 1929: Atlantik jako Peter
- 1931: Ihre Majestat die Liebe jako Fred von Wellingen
- 1936: One Rainy Afternoon jako Philippe Martin
- 1946: Dziennik panny służącej jako Joseph
- 1959: Terror Is a Man jako Dr. Charles Girard

## Wyróżnienia
Posiada swoją gwiazdę na Hollywoodzkiej Alei Gwiazd.